# PD手册
PD手册（韩语：／）是一個由文化廣播公司（MBC）製作、在韓國頗有爭議的調查性新聞節目。
PD手册因其在刺激美國牛肉抗議活動以及引發有關後來被取消的黃禹錫幹細胞複製問題上的作用而引人注目。 
PD手冊在2022年8月30日報導了統一教與安倍晉三遇刺案的關連、統一教收集捐款的問題、並採訪了日韓的前信徒。節目播出後的翌日統一教集合了約4000名信徒到文化廣播公司於首爾的總部前抗議報導偏頗。

## 知名內容
- 韓國總理室非法監控民間人士事件
- PRODUCE X 101投票造假爭議事件